# Farkoumo Tondiré
Farkoumo  Tondiré est un village du Cameroun situé dans la Région du Nord, dans le département du Faro. Administrativement, il est intégré à l'arrondissement de Poli, chef-lieu du Faro, et au lamidat de Djoumté.

## Population
Lors du recensement de 2005 réalisé par le Bureau central des recensements et des études de population (BUCREP), 183 habitants y ont été dénombrés.